# 갈라 (잡지)
갈라(Gala)는 프랑스 파리에서 발행되는 프랑스어 주간 유명인이자 여성 잡지이다. 이 잡지는 다양한 언어로 된 국제판도 있다.
2023년 11월 21일, 이 잡지는 비벤디가 유럽연합 집행위원회로부터 라가르데르 그룹의 지배 지분 매입 승인을 받기 위한 노력의 일환으로 그룹 피가로에 매각되었다.